# Carpații de Vest
Carpații de Vest (slovacă Západné Karpaty, cehă Západní Karpaty, poloneză Karpaty Zachodnie, maghiară Nyugati Kárpátok, germană Westkarpaten) după cum le spune și numele fac parte din Munții Carpați. Carpații de Vest se întind pe teritoriul Slovaciei, Austriei (învecinate în partea de nord), Cehiei (Moravia), Poloniei (în sud) și Ungariei de Nord.
Granița dintre Carpații de Vest și Carpații de Est se află în Slovacia pe linia de nord-sud ce leagă localitățile Bardejov și Michalovce, pe linia de graniță se află pasul  Dukla.
Regiunea cea mai înaltă a Carpaților de Vest se află în munții Tatra cu vârful Gerlachovský (Gerlah) ( 2655 m).

## Galerie de imagini

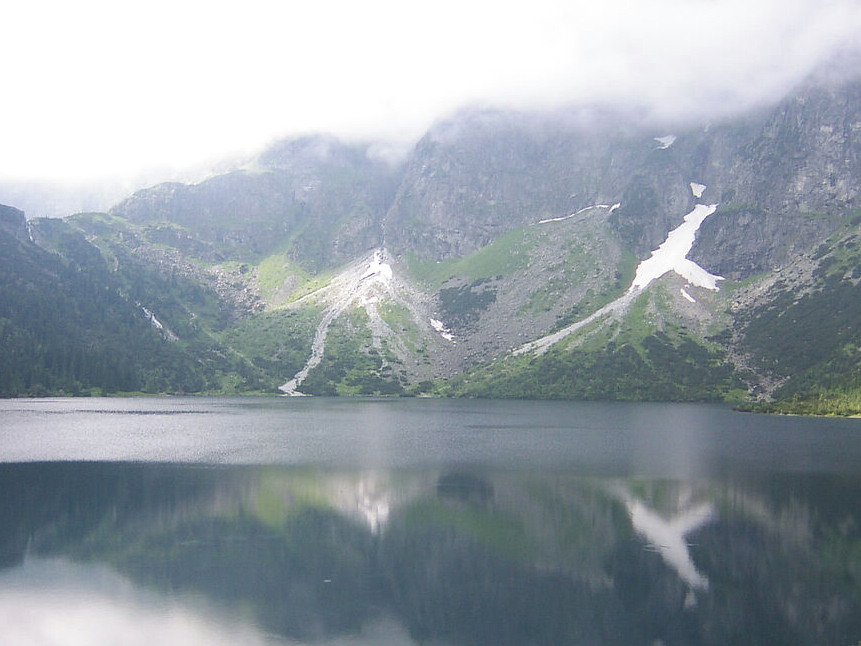
Tatry, Polonia
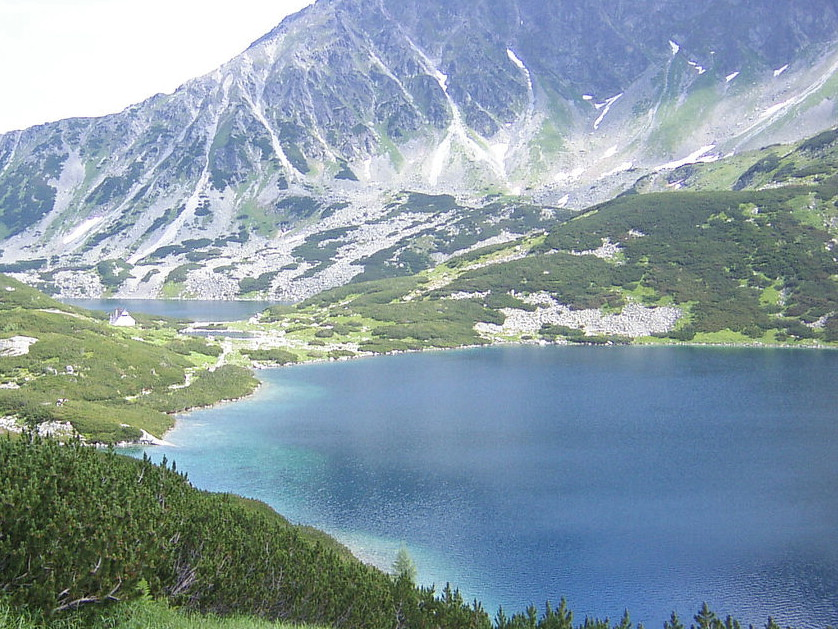
Tatry, Polonia
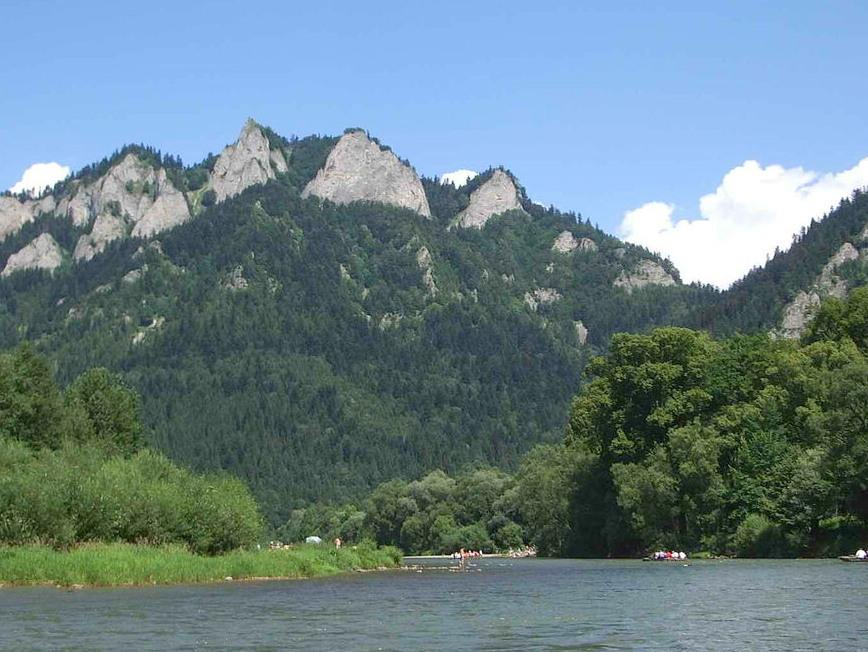
Dunajez, Polonia
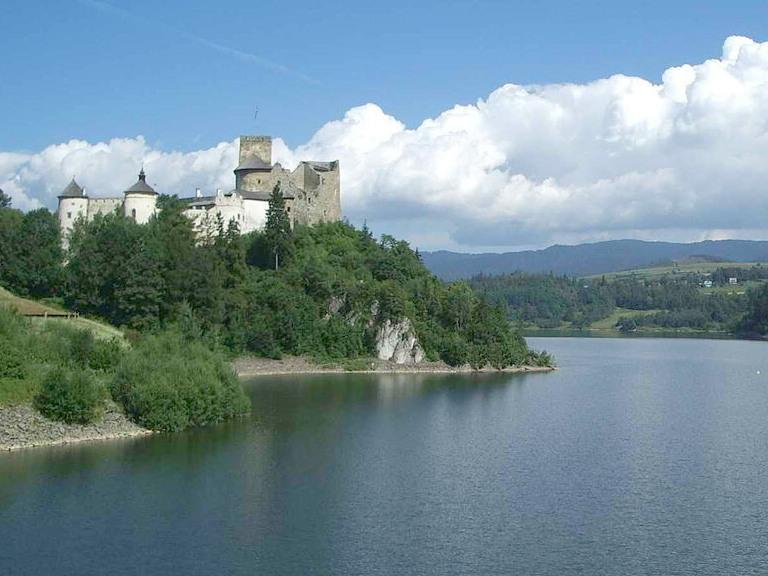
Cetatea  Niedzica,Dunajez, Polonia